# Cyril Gyllenbögel
Cyril Gyllenbögel, född 9 februari 1908 i Helsingfors, död 21 juli 1967, var en finländsk skolledare. 
Gyllenbögel, som var son till generalstabsöversten, envoyén Karl Volter Boris Gyllenbögel och Anna Dementjeff, blev student 1927, filosofie kandidat 1932 och filosofie magister 1933. Han var lärare vid Svenska lyceum i Helsingfors 1933–1935, vid Ekenäs samskola 1935–1940, tillförordnad äldre lektor i finska vid Svenska lyceum 1941–1945, lärare vid Svenska normallyceum 1946–1949, lektor vid Svenska Handelshögskolan från 1949, lektor vid Svenska handelsinstitutet från 1949, rektor från 1950 och huvudlärare vid Finska normallyceum 1950–1960. Han var lärare vid Svenska medborgarhögskolan 1942–1947, vid Sjökrigsskolan 1942–1944, vid Tekniska högskolan 1946–1949 samt sekreterare och tolk vid Sjögränskommissionen 1940.
Gyllenbögel utgav Rysk elementarbok (1945), Rysk läsebok (1948), Brevkurs i svenska (1957), Radiokurs i ryska (1957, 1964), Rysk lärobok (1965) och kompendier i ryska (1964–1965). Han översatte till ryska Helsingfors-boken, utgiven av Helsingfors stad och Bostadsbyggnadsverksamheten i Norden (Arava, 1960).